# Filmes de 1948 da Monogram Pictures

## Filmes do ano
| Título                      | Estrelado por     | Dirigido por      | Gênero   |
| --------------------------- | ----------------- | ----------------- | -------- |
| 16 Fathoms Deep             | Lon Chaney, Jr.   | Irving Allen      | Ação     |
| Angel’s Alley               | The Bowery Boys   | William Beaudine  | Comédia  |
| Back Trail                  | Johnny Mack Brown | Christy Cabanne   | Faroeste |
| Campus Sleuth               | The Teen Agers    | Will Jason        | Musical  |
| Courtin’ Trouble            | Jimmy Wakely      | Ford Beebe        | Faroeste |
| Cowboy Cavalier             | Jimmy Wakely      | Derwin Abrahams   | Faroeste |
| Crossed Trails              | Johnny Mack Brown | Lambert Hillyer   | Faroeste |
| Docks of New Orleans        | Roland Winters    | Derwin Abrahams   | Suspense |
| French Leave                | Jackie Cooper     | Frank McDonald    | Comédia  |
| Frontier Agent              | Johnny Mack Brown | Lambert Hillyer   | Faroeste |
| Gunning for Justice         | Johnny Mack Brown | Ray Taylor        | Faroeste |
| Hidden Danger               | Johnny Mack Brown | Ray Taylor        | Faroeste |
| I Wouldn’t Be in Your Shoes | Don Castle        | William Nigh      | Suspense |
| Jiggs and Maggie in Court   | Joe Yule          | William Beaudine  | Comédia  |
| Jinx Money                  | The Bowery Boys   | William Beaudine  | Comédia  |
| Joe Palooka in Fighting Mad | Joe Kirkwood      | Reginald LeBorg   | Comédia  |
| Kidnapped                   | Roddy McDowall    | William Beaudine  | Aventura |
| Michael O’Halloran          | Scotty Beckett    | John Rawlins      | Drama    |
| Music Man                   | Freddie Stewart   | Will Jason        | Musical  |
| Oklahoma Blues              | Jimmy Wakely      | Lambert Hillyer   | Faroeste |
| Outlaw Brand                | Jimmy Wakely      | Lambert Hillyer   | Faroeste |
| Overland Trails             | Johnny Mack Brown | Lambert Hillyer   | Faroeste |
| Partners of the Sunset      | Jimmy Wakely      | Lambert Hillyer   | Faroeste |
| Perilous Waters             | Don Castle        | Jack Bernhard     | Drama    |
| Range Renegades             | Jimmy Wakely      | Lambert Hillyer   | Faroeste |
| Rocky                       | Roddy McDowall    | Phil Karlson      | Faroeste |
| Silver Trails               | Jimmy Wakely      | Christy Cabanne   | Faroeste |
| Smart Politics              | The Teen Agers    | Will Jason        | Musical  |
| Smuggler’s Cove             | The Bowery Boys   | William Beaudine  | Comédia  |
| Song of the Drifter         | Jimmy Wakely      | Lambert Hillyer   | Faroeste |
| Stage Struck                | Kane Richmond     | William Nigh      | Suspense |
| The Feathered Serpent       | Roland Winters    | William Beaudine  | Suspense |
| The Fighting Ranger         | Johnny Mack Brown | Lambert Hillyer   | Faroeste |
| The Golden Eyes             | Roland Winters    | William Beaudine  | Suspense |
| The Rangers Ride            | Jimmy Wakely      | Derwin Abrahams   | Faroeste |
| The Shanghai Chest          | Roland Winters    | William Beaudine  | Suspense |
| The Sheriff of Medicine Bow | Johnny Mack Brown | Lambert Hillyer   | Faroeste |
| Triggerman                  | Johnny Mack Brown | Howard Bretherton | Faroeste |
| Trouble Makers              | The Bowery Boys   | Reginald LeBorg   | Comédia  |
| Winner Take All             | Joe Kirkwood      | Reginald LeBorg   | Comédia  |